# Новая жизнь (1917—1918)
«Новая жизнь» — ежедневная общественно-литературная социал-демократическая газета, выходившая в 1917—1918 гг. в Петрограде. В начале сентября 1917 года выпуск газеты был временно приостановлен, вместо неё выходила «Свободная жизнь» (с 2 по 8 сентября). С 1 по 23 июня 1918 выходило одноименное московское издание.

## История
Издавалась в Петрограде группой социал-демократов-интернационалистов в основном меньшевистского толка и писателями, объединявшимися вокруг журнала «Летопись». Редактором газеты был Максим Горький, издателем — А. Н. Тихонов. Первый номер газеты вышел 1 мая 1917 года. В выпуске «Новой жизни» принимали участие и публиковались такие видные деятели как М. Горький, Н. Н. Суханов, Б. В. Авилов, В. А. Базаров, В. А. Десницкий, Д. Ю. Далин, А. В. Луначарский, П. С. Романов, Г. В. Цыперович и многие другие.
Среди деятелей искусств в ней печатался и А.Н. Бенуа (примерно до апреля 1918).
По мнению Н. Суханова, «Новая жизнь» была самой популярной ежедневной газетой Петрограда.

Её читали все. Главное же — её читали рабочие массы. За небольшими исключениями, за скоро проходящими периодами тираж «Новой жизни» был максимальный из всех петербургских газет, не исключая ни самых старых, заслуженных и привычных, ни партийных, рассчитанных на широкое обязательное потребление. Российская общественность хорошо слышала голос «Новой жизни». И многие десятки, а иногда и сотни тысяч ежедневных читателей, распределенных по разным партиям, <…> испытывали на себе её влияние.— Суханов Н. Н. Записки о революции. Том III. М., 1921. C. 21.
В апреле—августе 1917 «Новая жизнь» вела полемику с правыми и центристскими изданиями, прежде всего, с кадетской газетой «Речь», обвинявшими Горького и «Новую жизнь» в «пораженчестве». 1 сентября 1917 издание «Новой жизни» было приостановлено правительством на неделю.
На страницах издания весьма активно критиковали большевиков, особенно после Октябрьской социалистической революции (наиболее знаковой была публикация Максимом Горьким цикла статей «Несвоевременные мысли»). В связи с революционными событиями можно отметить знаменитую публикацию Л. Каменева и Г. Зиновьев от 18 октября 1917 года, в которой они высказались против выступления. В «Новой жизни» кроме обзоров политической и экономической ситуации, публиковались фельетоны, стихи, рецензии на новые книги, отзывы на театральные постановки.
Летом 1918 года большевистское правительство закрывает оставшиеся несоветские издания, под эту волну попала и «Новая жизнь», последний номер которой вышел 16 июля.